# Przemysław Gut
Przemysław Piotr Gut (ur. 15 marca 1970 w Pucku) – polski filozof, nauczyciel akademicki Wydziału Filozofii Katolickiego Uniwersytetu Lubelskiego Jana Pawła II, adiunkt w Katedrze Historii Filozofii Nowożytnej i Współczesnej.

## Wykształcenie i doświadczenie zawodowe
W 1996 ukończył studia filozoficzne na KUL. Temat rozprawy doktorskiej to: Spór monizm-pluralizm w filozofii XVII wieku. G. W. Leibniza uzasadnienie pluralizmu metafizycznego i rozprawy habilitacyjnej to: Spinoza o naturze ludzkiej.
Postanowieniem Prezydenta Rzeczypospolitej Polskiej Andrzeja Dudy z dnia 4 sierpnia 2023 r. dr hab. Przemysław Gut otrzymał tytuł profesora nauk humanistycznych w dyscyplinie filozofia.

### Projekty badawcze
1. Grant badawczy Wkład polskich socynian w rozwój kultury umysłowej Europy w XVI i XVII wieku.[5]
2. Grant badawczy w konkursie finansowanym przez Narodowe Centrum Nauki w ramach programu OPUS. Numer grantu: 2012/07/B/HS1/01959; tytuł: Świadomość, działanie, wolność – Kartezjusza koncepcja natury ludzkiej; 2013 –2016 (kierownik).
3. Projekt badawczy finansowany przez MNiSW. Numer grantu: 2011/01/B/HS1/04462; tytuł: Osobliwość ewolucyjna natury ludzkiej. Studia porównawcze z zakresu antropologii i etologii nad językiem, komunikacją, umysłem i działaniem ludzi i zwierząt; 2011-2014 (wykonawca).
4. Projekt badawczy: Radykalne i konserwatywne nurty w filozofii Oświecenia a kształtowanie się nowoczesności, 2013-2016; projekt realizowany w Zakładzie Historii Filozofii Instytutu Filozofii UJ i finansowany ze środków Narodowego Centrum Nauki (podwykonawca).
5. Projekt badawczy MNiSW o numerze N101 036 32/2893; tytuł. Afekty, działanie, wolność – Spinozy koncepcja natury ludzkiej, 2007-2009 (kierownik).
6. Projekt badawczy MNiSW o numerze 1.H01A01417; tytuł: Stefana Swieżawskiego koncepcja filozofii i historii filozofii, 1999-2000 (wykonawca razem z J. Czerkawskim).

### Najważniejsze wyróżnienia
- Indywidualna nagroda Rektora KUL
- Laureat konkursu Monografie Fundacji na rzecz Nauki Polskiej
- Medal Komisji Edukacji Narodowej

## Zainteresowania naukowe
Zajmuje się głównie filozofią nowożytną, zwłaszcza metafizyką i epistemologią XVII wieku, oraz filozofią współczesną, szczególnie teorią działania i zagadnieniem wolności.

## Prace

### Książki
- Spinoza o naturze ludzkiej, Wydawnictwo KUL, Lublin 2011, s. 380.
- Stefan Swieżawski – osoba i dzieło, Wydawnictwo KUL, Lublin 2006, s. 241.
- Myśl filozoficzna w XVII wieku [seria: Monografie Fundacji na Rzecz Nauki Polskiej], Wydawnictwo Uniwersytetu Wrocławskiego, Wrocław 2004, s. 239.
- Z dziejów filozoficznej refleksji nad człowiekiem, red. z P. Gutowskim, Wydawnictwo KUL, Lublin 2007, s. 428.

### Artykuły
- Nowożytna debata na temat wyjątkowości natury bytu ludzkiego, w: W poszukiwaniu osobliwości natury ludzkiej, red. Gut, Z. Wróblewski, Lublin 2015, s. 217–233.
- The Legacy of Spinoza. The Enlightenment According to Jonathan Israel, “Diametros” 40 (June 2014), Special Topic – The Radical Enlightenment, s. 45–72, doi: 10.13153/diam.40.2014.629.
- Neurofilozofia o wolnej woli i moralnej odpowiedzialność, w: Mózg – umysł – dusza. Spór o adekwatną antropologię, red. M. Machinek, Olsztyn 2014, s. 41–51.
- Filozofia i jej historia, w: Univeritati serviens, red. J. Walkusz, M. Krupa, Lublin 2014, s. 12.
- Chinese Migrant Workers – an Anthropologically Unique Social Group, w: Perspektywy rozwoju społeczeństwa sieciowego w Europie Środkowej i Wschodniej, red. S. Partycki, Lublin 2014, s. 321–328.